# Барберини, Лукреция
Лукре́ция Барбери́ни (итал. Lucrezia Barberini; 3 ноября 1628, Палестрина, Папская область — 24 августа 1699, Модена, Моденское герцогство) — принцесса из рода Барберини; дочь Таддео Барберини, князя Палестрины. Третья жена герцога Франческо I; в замужестве — герцогиня Модены и Реджо.

## Биография

### Семья и ранние годы
Родилась в Палестрине 3 ноября 1628 года. Она была первым ребёнком в семье Таддео Барберини, князя Палестрины, герцога Неролы и Монтелибретти и донны Анны Колонна. Отец Лукреции был племянником римского папы Урбана VIII и носил звания генерала Церкви и префекта Рима. По отцовской линии принцесса приходилась внучкой гонфалоньеру Святой Церкви Карло Барберини, герцогу Монтеротондо и донне Костанце Магалотти. По материнской линии была внучкой Филиппа I Колонна, герцога и князя Палиано и донны Лукреции Томачелли.
В раннем детстве, несмотря на протесты матери, принцесса была помещена в монастырь кармелиток в Риме под опеку тёток-монахинь. За воспитанием и образованием Лукреции следил её дядька, кардинал Франческо Барберини.
После смерти Урбана VIII в июле 1644 года, новый римский папа Иннокентий X, опираясь на римскую знать и происпанскую партию при Святом Престоле, обвинил родственников покойного понтифика в присвоении ими значительной суммы денег из казны Папского государства. В январе 1646 года членам семьи Барберини пришлось покинуть Рим и бежать в Париж, где в ноябре следующего года умер отец Лукреции. При посредничестве кардинала Джулио Мазарини, в благодарность семье Барберини за поддержку профранцузской партии при Святом Престоле, изгнанники смогли вернуться в Рим и получить обратно конфискованную у них собственность. Конфликт семьи Барберини с римским папой завершился в 1653 году брачным союзом Маффео, князя Палестрины, с Олимпией Джустиниани.

### Брак и потомство
После брака своей внучатой племянницы с братом Лукреции, понтифик предложил семье принцессы выдать её замуж за Франческо I д’Эсте, герцога Модены и Реджо. В 1652 году герцог, к тому времени уже дважды побывавший вдовцом, направил посланника в Лион, где у своего дядьки, кардинала Антонио Барберини, великого раздатчика милостыни Франции, тогда находилась Лукреция. Герцог поручил эмиссару подробно разузнать нрав и описать внешность принцессы. Франческо I рассчитывал, что брак с Лукрецией поможет ему вернуть имущество и территории, которые дом Эсте утратил в 1598 году, после возвращения Феррарского герцогства в состав Папского государства.
Предстоящий брачный союз вызвал неудовольствие у испанского короля. Мадрид опасался изменения внешнеполитической ориентации Святого Престола с происпанской на профранцузскую. Кардинал Джулио Мазарини, узнав о планировавшейся свадьбе, также выразил протест брату жениха, кардиналу Ринальдо д’Эсте, потому что начал подозревать семью Барберини в происпанских симпатиях. Наконец, стороны достигли соглашения, по которому наследник моденского герцога, принц Альфонсо д’Эсте сочетался браком с Лаурой Мартиноцци, племянницей кардинала Джулио Мазарини, а сам Франческо I мог жениться на Лукреции. Брачный договор был подписан сторонами в Риме 25 февраля 1654 года. Приданое невесты в нём было оговорено в 200 000 папских скудо.
В письме к будущему супругу от 1 марта 1654 года Лукреция благодарила Франческо I за честь быть его супругой. В сопровождении деверя, кардинала Ринальдо д’Эсте, подарившего ей бриллиант стоимостью в 3000 скудо, 9 апреля она отправилась из Рима в Модену. Перед выездом Лукреция получила от римского папы Золотую розу. По приказу Иннокентия X, в городах на всём протяжении пути свадебный кортеж встречали и провожали с торжествами. 14 апреля в Лорето маркграф Луиджи д’Эсте, родственник жениха, от имени герцога подарил его невесте подарки на сумму более 200 000 скудо. 15 апреля в базилике Святой хижины кардинал Чезаре Факкинетти провёл церемонию бракосочетания. 24 апреля Лукреция прибыла в Модену. Свадебные торжества длились несколько дней. На главной городской площади, по проекту архитектора Гаспаре Вигарани, были установлены пейзажные павильоны. В них артист, изображавший весну, пел в честь новой герцогини песни, в которых выражал ликование по поводу прибытия пчёл, изображённых на гербе семьи Барбарини, собирать нектар из лилий, изображённых на гербе дома Эсте.
В 1655 году у герцогской четы родился единственный ребёнок, сын Ринальдо. Франческо I умер 14 октября 1658 года. Большую часть совместной жизни супруги прожили порознь, так как герцог почти всегда находился на войне. Сохранились его письма к Лукреции, полные нежности. Франческо I переписывался с женой на французском языке. Новым герцогом Модены и Реджо стал Альфонсо IV д’Эсте, сын Франческо I от первой жены, Марии Екатерины Фарнезе. Овдовев, Лукреция продолжила жить в Модене, посвятив себя образованию и защите интересов сына.

### Поздние годы и смерть
В октябре 1683 года принцесса вернулась в Рим и удалилась в монастырь урсулинок, где жила под именем Фелиции Магдалины Распятого Иисуса, не принимая, однако, монашеских обетов. Здесь её нередко посещали, гостившие в Риме, родственники, которых она часто сопровождала на богомолье в храмы и монастыри апостольской столицы. С Лукрецией поселилась вдова её пасынка, Лаура Мартиноцци, когда сняла с себя полномочия регента.
В сохранившихся письмах вдовствующей герцогини к сыну, та жаловалась на его дядьку, кардинала Ринальдо д’Эсте, которому поручила распоряжаться своим имуществом с условием присылать ей в монастырь еду и одежду, а также оплачивать немногочисленную прислугу. Лукреция обвиняла деверя в том, что он использовал её средства на военные расходы дома Эсте. В письмах она также интересовалась положением дел у сына. В 1686 году Ринальдо д’Эсте получил кардинальскую шапку от римского папы Иннокентия XI. Несмотря на то, что сын Лукреции не имел священнического рукоположения, а его родной дядька Франческо Барберини входил в состав Коллегии кардиналов, все вопросы по его посвящению в сан кардинала были решены в двухнедельный срок. После смерти своего единокровного брата, Франческо II в 1695 году, Ринальдо д’Эсте, отказавшись от кардинальского сана, стал новым герцогом Модены и Реджо.
Весной 1695 года Лукреция прибыла из Рима в Модену. В декабре того же года герцог Ринальдо II, по совету матери и прибывшего с ней иезуита Джованни Марии Бальдиджани, основал в Модене приют для бездомных. Лукреция, имевшая склонность к депрессивному синдрому, не пожелала жить при дворе и поселилась в монастыре визитанток в Модене. Здесь 24 апреля 1699 года она скончалась и была похоронена, согласно её последней воле.